# L'Enfer en quatrième vitesse
Ne doit pas être confondu avec Car Crash (film, 2017).
Pour plus de détails, voir Fiche technique et Distribution.
L'Enfer en quatrième vitesse (Car Crash) est un film italo-hispano-mexicain réalisé par Antonio Margheriti, sorti en 1981.

## Synopsis
Embourbés dans une histoire de pari qui a tourné en leur défaveur, deux amis, l'un pilote de course, l'autre mécanicien, sont contraints de participer à une course illégale en vue d'honorer leur dette.

## Fiche technique
Sauf indication contraire, les informations mentionnées dans cette section peuvent être confirmées par la base de données cinématographiques IMDb,  présente dans la section « Liens externes ».
- Titre original : Car Crash (litt. « Accident de voiture »)
- Titre espagnol : Carrera Salvaje (litt. « Course sauvage »)
- Titre français : L'Enfer en quatrième vitesse ou Kérosène[1]
- Réalisateur : Antonio Margheriti
- Scénario : Marco Tullio Giordana, Massimo De Rita
- Photographie : Hans Burman
- Montage : Giorgio Serralonga
- Son : Augusto Innocenzi
- Musique : Giosy et Mario Capuano (it)
- Décors : Claudio Cinini (it)
- Costumes : Maria Cristina Lorenzi
- Trucages : Gianfranco Mecacci
- Production : Giovanni Di Clemente
- Société de production : Cleminternazionale Cinematografica, Hesperia Film, Scorpio Film
- Pays de production :  Italie,  Espagne,  Mexique
- Langue de tournage : italien
- Format : Couleur technicolor - 2,35:1 - Son mono - 35 mm
- Durée : 95 minutes (1h35)
- Genre : Action
- Dates de sortie :
  - Italie : 24 juillet 1981
  - Espagne : 31 août 1981
  - France : 5 juin 1985

## Distribution
- Joey Travolta : Paul
- Vittorio Mezzogiorno : Nick
- Ana Obregón : Janice
- John Steiner : M. Kirby
- Ricardo Palacios : Eli Wronsky
- Luis Suárez : Paquito
- Antonio López : Gershwin
- Sal Borgese : Al Costa
- Antonio Margheriti : L'officiel de la course (non crédité)